# Crkva sv. Kuzme i Damjana u Lokvi Rogoznici
Crkva sv. Kuzme i Damjana, rimokatolička crkva blizu Lokve Rogoznice, na području Grada Omiša, zaštićeno kulturno dobro.

## Opis dobra
Crkva sv. Kuzme i Damjana na groblju nedaleko od Lokve Rogoznice građena je u 16. – 17. st. i ima gotičke, renesansne i barokne odlike. Jednobrodna je građevina bez apside, pravilno orijentirana. Građena je od kamena s dvostrešnim krovom od kamenih ploča. Presvedena je prelomljenim svodom. Bočni su zidovi u unutrašnjosti raščlanjeni nišama, na zapadnom zidu je kamena škropionica. Na glavnom pročelju su jednostavna vrata flankirana četvrtastim prozorima sa željeznim rešetkama, na pročelju je uzidana rimska stela nad kojom je kvadratna kamena ploča s četverolisnim otvorom što je čest motiv na poljičkom području. Vrh pročelja je zvonik na preslicu, a na preslici je križ uokviren volutama.

## Zaštita
Pod oznakom Z-6415 zavedena je kao nepokretno kulturno dobro - pojedinačno, pravna statusa zaštićena kulturnog dobra, klasificirano kao "sakralna graditeljska baština".